# Кремиковский металлургический комбинат

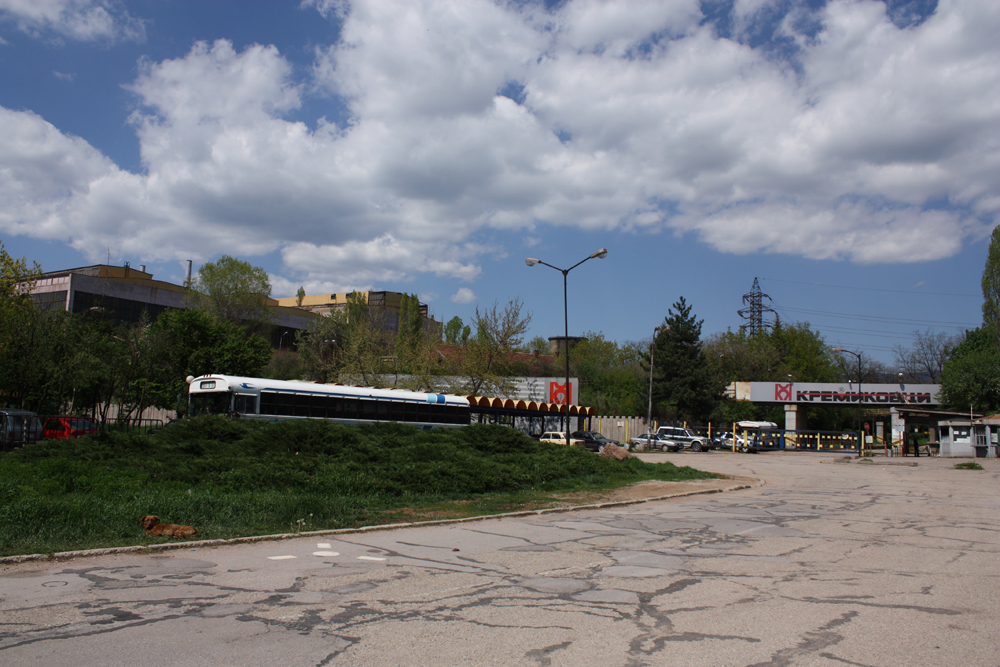
Въезд на комбинат.

Кремиковский металлургический комбинат — крупнейшее металлургическое предприятие Болгарии.
Расположен в окрестностях Софии (село Кремиковцы), в районе крупного месторождения железной руды, открытого в 1953 году. Проектная мощность предприятия — 2,2 млн тонн горячекатаного проката в год. До 1990 года входил в перечень «100 туристических объектов Болгарии».
Продукция предприятия ориентирована на внутренний рынок Болгарии и рынки Южной Европы, а также Северной Африки, Турции, Ближнего Востока и европейской части СНГ и обеспечивала 20% болгарского экспорта.

## История
Предприятие было спроектировано Московским государственным институтом по проектированию металлургических заводов. Строительство началось в 1959 году и проходило при поддержке СССР В 1963 году первая очередь КМК была введена в эксплуатацию.
К 1972 году на комбинате были введены в строй три доменные печи полезным объёмом 1033 м³ каждая, 3 конвертера по 100 т, 2 электропечи ёмкостью 100 т каждая, коксохимический завод (3 коксовые батареи), обогатительные и агломерационные фабрики, цехи горячей прокатки, трубопрокатный и ферросплавов, а также ТЭЦ.
Комбинат производил чугун, сталь, прокат чёрных металлов, бесшовные трубы, ферромарганец, ряд химических продуктов (сульфат аммония, бензол, сероуглерод, растворители и др.). Продукция комбината поставлялась на внутренний рынок Болгарии и на экспорт.
В 1982—1987 годах назывался в честь Л. И. Брежнева. В 1987 году он преобразован в Технологический и металлургический завод «Л.И. Брежнева», а с 1988 года - снова в Кремиковский металлургический завод. В 1989 году было зарегистрировано государственное предприятие «Кремиковци» со штаб-квартирой в Софии, Ботунецкий район. Решением Совета Министров в 1991 году он был преобразован в ЕАД, а после 1995 года началась его приватизация.

## Приватизация социалистической собственности
В 1990-х годах комбинат был акционирован и приватизирован за 1 доллар США.
В 2005 году комбинат за примерно €100 млн купила Global Steel Holdings, подконтрольная братьям владельца крупнейшего металлургического холдинга ArcelorMittal Лакшми Миттала — Прамоду и Виноду Митталам. Она планировала в течение 4 лет инвестировать в развитие около $300 млн, чтобы выйти на выпуск около 2 млн тонн металлопродукции в год. Однако из-за финансового кризиса, обострения отношений с профсоюзами и местными властями по экологическим вопросам комбинат стал неплатежеспособным.
В конце января 2008 года активный интерес к покупке  71% акций комбината проявлял украинский политик Константин Жеваго, но через пару недель после его встречи с руководством Болгарии отказался от своих намерений.  
20 октября 2008 года протокол о намерениях инвестировать в комбинат приостановила Vorskla Steel Bulgaria, которую также насторожили несогласованность действий государства, кредиторов, профсоюзов и управляющих, а также стагнация на рынке.
Примерно по той же причине вышел из переговоров о приобретении меткомбината киевский «Смарт-холдинг», убедившись, что кредиторам важнее получить деньги по долгам, а не восстановить работоспособность производства.
В 2009 году производство было остановлено, подача природного газа была прекращена (но с возможностью возобновления). Некоторые здания были снесены.
20 мая 2010 года Софийский городской суд принял решение о ликвидации предприятия за долги в размере около 2 млрд левов. Первоначальная цена аукциона по его продаже была снижена с 565 млн левов в сентябре до 452 млн левов в ноябре, претендентов купить предприятие по такой цене не было. С четвёртой попытки, после снижения цены до 316 млн левов (около 162 млн евро), 12 апреля 2011 года комбинат приобрела компания Eltrade, производящая кассовые аппараты и принтеры и принадлежащая 26-летнему гражданину Болгарии.
Среди претендентов на покупку на третьем аукционе были также «Виктори комерс» (Шумен, Болгария), представлявшая интересы некоего российского инвестора, но не уплатившая своевременно залога в размере 10% аукционной цены. Компания Vorskla Steel Bulgaria, входившая в контролируемую украинским бизнесменом и владельцем железорудной компании Ferrexpo Константином Жеваго группу «Финансы и Кредит» тогда отказалась от участия в аукционе,  так как считала цену завышенной.